# Nesta (ốc biển)
Nesta là một chi ốc biển, là động vật thân mềm chân bụng sống ở biển trong họ Fissurellidae.

## Các loài
Các loài trong chi Nesta gồm có:
- Nesta candida (A. Adams, 1851)[2]

Các danh pháp đồng nghĩa:
- Nesta atlantica Pérez Farfante, 1947: syn. Laevinesta atlantica (Pérez Farfante, 1947)
- Nesta candida A. Adams, 1870: syn. Zeidora candida (A. Adams, 1870)
- Nesta galapagensis McLean, 1970: syn. Zeidora galapagensis (McLean, 1970)